# Mouzens (Dordogne)
Mouzens is een plaats en voormalige gemeente in het Franse departement Dordogne in de regio Nouvelle-Aquitaine. De plaats maakt deel uit van het arrondissement Sarlat-la-Canéda en telt 227 inwoners (1999).

## Geschiedenis
Op 1 januari 2016 fuseerde de gemeente met Coux-et-Bigaroque tot de commune nouvelle Coux et Bigaroque-Mouzens. De beide voormalige gemeenten kregen de status van commune déléguée maar die status werd op 1 januari 2020 opgeheven.

## Geografie
De oppervlakte van Mouzens bedraagt 8,2 km², de bevolkingsdichtheid is 27,7 inwoners per km².
De onderstaande kaart toont de ligging van Mouzens (Dordogne) met de belangrijkste infrastructuur en aangrenzende gemeenten.

## Demografie
Onderstaande figuur toont het verloop van het inwonertal.